# Se’ergu (sockenhuvudort i Kina, Sichuan Sheng, lat 31,94, long 103,42)
Se'ergu (kinesiska: 色尔古, Se’ergu) är en sockenhuvudort i Kina. Den ligger i provinsen Sichuan, i den sydvästra delen av landet, omkring 150 kilometer nordväst om provinshuvudstaden Chengdu. Antalet invånare är 2 813. Befolkningen består av 1 327 kvinnor och 1 486 män. Barn under 15 år utgör 22,0 %, vuxna 15-64 år 70 %, och äldre över 65 år 6,0 %.
Runt Se'ergu är det ganska glesbefolkat, med 28 invånare per kvadratkilometer. Det finns inga andra samhällen i närheten. I omgivningarna runt Se'ergu växer i huvudsak blandskog.
Genomsnittlig årsnederbörd är 1 226 millimeter. Den regnigaste månaden är juli, med i genomsnitt 253 mm nederbörd, och den torraste är januari, med 11 mm nederbörd.